# John Gunnison
Pour les articles homonymes, voir Gunnison.
John Williams Gunnison (1812 –1853) était un capitaine de l'armée des États-Unis et un explorateur, tué au cours d'une expédition par des indiens Utes. La ville de Gunnison et son comté, dans le Colorado, ont été nommés en son honneur.